# Cobitis rossomeridionalis
Cobitis rossomeridionalis és una espècie de peix de la família dels cobítids i de l'ordre dels cipriniformes.

## Morfologia
- Els mascles poden assolir 9,3 cm de llargària total.[4]

## Reproducció
És ovípar.

## Hàbitat
Viu en zones de clima temperat.

## Distribució geogràfica
Es troba als afluents septentrionals de la mar Negra i del Mar d'Azov.